# HP (album)
HP è il terzo album di Heather Parisi, pubblicato nel 1991 dalla Mercury Records.
È il primo album della show girl cantato interamente in inglese e destinato soprattutto al mercato estero, come dichiarato nel corso di un'intervista a Fabrizio Frizzi nella trasmissione Scommettiamo che...?.
Per la promozione del disco è stato realizzato un videoclip del brano Broken English, girato da Stefano Salvati a Cento, cover della cantautrice Marianne Faithfull, proposto in una versione dance.
Nel corso della stessa intervista la show girl descrive il disco come un tentativo di interpretare due tipi di donne: la prima, ambigua, chiusa in gabbia, la seconda romantica, ma entrambe di potere.
In questo album, la showgirl si cimenta per la prima volta come coautrice di tre brani: Anguish, A new chon chon e Hey man.

## Tracce
1. Take me in your arms
2. Anguish
3. Dance to the top
4. A new chon chon
5. Mirrow message
6. Broken english
7. Viens tu danser?
8. Hey man